# Kabinett Kühn I
Das Kabinett Kühn I bildete vom 8. Dezember 1966 bis 28. Juli 1970 die Landesregierung von Nordrhein-Westfalen.
| Amt                                    | Name                                                                         | Partei | Partei |
| -------------------------------------- | ---------------------------------------------------------------------------- | ------ | ------ |
| Ministerpräsident                      | Heinz Kühn                                                                   |        | SPD    |
| Stellvertreter des Ministerpräsidenten | Willi Weyer                                                                  |        | FDP    |
| Inneres                                | Willi Weyer                                                                  |        | FDP    |
| Finanzen                               | Hans Wertz                                                                   |        | SPD    |
| Justiz                                 | Josef Neuberger                                                              | SPD    |        |
| Kultus                                 | Fritz Holthoff                                                               | SPD    |        |
| Ernährung, Landwirtschaft und Forsten  | Diether Deneke                                                               | SPD    |        |
| Bundesangelegenheiten                  | Fritz Kaßmann (bis 1. November 1968) Diether Posser (ab 1. November 1968)    | SPD    |        |
| Arbeit und Soziales                    | Werner Figgen                                                                | SPD    |        |
| Wirtschaft, Mittelstand und Verkehr    | Bruno Gleitze (bis 18. September 1967) Fritz Kaßmann (ab 18. September 1967) | SPD    |        |
| Wohnungsbau und öffentliche Arbeiten   | Hermann Kohlhase                                                             |        | FDP    |